# 羅基波因特 (蒙大拿州)
羅基波因特（英語：Rocky Point）是位於美國蒙大拿州萊克縣的普查規定居民點。

## 人口
根據2020年美國人口普查的數據，羅基波因特的面積為1.57平方千米，皆為陸地。當地共有人口111人，而人口密度為每平方千米70.7人。